# Gabrielle Doulcet
Pour les articles homonymes, voir Doulcet.
Gabrielle Doulcet est une actrice française, née le 20 février 1890 à Courbevoie et morte le 23 février 1976 à Boulogne-Billancourt .

## Biographie
En 1913, elle épouse l'acteur Charpin à Genève. Elle n'a pas eu d'enfants avec lui. Actrice, elle fait surtout de la figuration au cinéma, ou quelques rares petits rôles de « troisième couteau ». Elle est rarement créditée dans les quelque 150 films auxquels elle participe entre 1930 et 1975. Elle s'implique également au théâtre. Elle divorce et se remarie en 1935 avec l'acteur et producteur Georges Bernier.  Elle habite au 49 rue Laugier, près du rond-point de l'Étoile, après la mort de son mari, tout en conservant sa propriété de Venelles.
Gabrielle Doulcet n'a jamais été vue avec son premier mari Charpin, dans une scène, au cinéma.
Elle commence à être créditée dans les films auxquels elle participe à partir de 1946. Ses apparitions à l'écran dépassent rarement une minute, mais le public retient son profil très émouvant de mamie du cinéma français, surtout après 1960.

## Filmographie

### Cinéma
- 1946 : Ploum ploum tra la la de Robert Hennion
- 1955 : Une fille épatante de Raoul André
- 1956 : Quelle sacrée soirée de Robert Vernay
- 1957 : Trois marins en bordée d'Émile Couzinet
- 1957 : Premier mai de Luis Saslavsky
- 1957 : Clara et les Méchants de Raoul André
- 1959 : Soupe au lait de Pierre Chevalier
- 1959 : Les Yeux sans visage de Georges Franju
- 1960 : Les Godelureaux de Claude Chabrol
- 1963 : Du grabuge chez les veuves de Jacques Poitrenaud
- 1963 : Blague dans le coin de Maurice Labro
- 1964 : Fantomas d'André Hunebelle
- 1964 : Yoyo de Pierre Étaix
- 1964 : La Bonne Occase de Michel Drach
- 1964 : Cent briques et des tuiles de Pierre Grimblat
- 1965 : Les Copains d'Yves Robert
- 1965 : Les Deux Orphelines de Riccardo Freda
- 1969 : Les Choses de la vie de Claude Sautet
- 1969 : Le Pistonné de Claude Berri
- 1970 : Isabelle (du roman d'André Gide), téléfilm de Jean-Paul Roux : Mme Floche
- 1970 : Ils de Jean-Daniel Simon
- 1970 : Le Cinéma de papa de Claude Berri
- 1971 : Les grands sentiments font les bons gueuletons de Michel Berny
- 1972 : Pas folle la guêpe de Jean Delannoy
- 1972 : L'Affaire Dominici de Claude Bernard-Aubert
- 1973 : L'Oiseau rare de Jean-Claude Brialy
- 1973 : Les Violons du bal de Michel Drach
- 1974 : L'important c'est d'aimer d'Andrzej Zulawski
- 1974 : Salut les frangines de Michel Gérard
- 1974 : Ce cher Victor de Robin Davis
- 1975 : Les Œufs brouillés de Joël Santoni
- 1975 : Police python 357 d'Alain Corneau

### Courts-métrages
- 1950 : Le Pédicure chinois de Georges Jaffé
- 1969 : La Fête des mères de Gérard Pirès

### Télévision
- 1964 : L'Abonné de la ligne U de Yannick Andreï
- 1969 : En votre âme et conscience, épisode : L'Affaire Deschamps ou la reconstitution de  Jean Bertho
- 1970 : Rendez-vous à Badenberg, téléfilm de Jean-Michel Meurice
- 1970 : La Brigade des maléfices de Claude Guillemot
- 1972 : François Gaillard ou la vie des autres de Jacques Ertaud, épisode : Madeleine
- 1973 : Les fleurs succombent en Arcadie de Jean Vernier
- 1973 : Molière pour rire et pour pleurer de Marcel Camus, (Feuilleton TV)
- 1973 : Les Nouvelles Aventures de Vidocq, épisode "Les Assassins de l'Empereur" de Marcel Bluwal
- 1974 : Un curé de choc (26 épisodes de 13 minutes) de Philippe Arnal
- 1977 : Recherche dans l'intérêt des familles de Philippe Arnal

#### Au théâtre ce soir
- Au théâtre ce soir, réalisation Pierre Sabbagh, Théâtre Marigny
  - 1966 : La Cuisine des anges d'Albert Husson, mise en scène Christian-Gérard
  - 1971 :  Arsenic et vieilles dentelles de Joseph Kesselring, mise en scène Alfred Pasquali
  - 1972 :  Faites-moi confiance de Michel Duran, mise en scène Alfred Pasquali
- Au théâtre ce soir, réalisation Georges Folgoas, Théâtre Marigny
  - 1973 :  Le Complexe de Philémon de Jean Bernard-Luc, mise en scène René Clermont
  - 1974 :  Le Procès de Mary Dugan de Bayard Veiller, mise en scène André Villiers

## Théâtre
- 1952 : Back Street de Michel Dulud, mise en scène Christian Gérard, Théâtre Fontaine, Théâtre des Célestins
- 1952 : La Cuisine des anges d'Albert Husson, mise en scène Christian-Gérard, Théâtre du Vieux-Colombier
- 1953 : Les Invités du bon Dieu d'Armand Salacrou, mise en scène Yves Robert, Théâtre Saint-Georges
- 1955 : La Cuisine des anges d'Albert Husson, mise en scène Christian-Gérard, théâtre Édouard VII
- 1958 : La Cuisine des anges d'Albert Husson, mise en scène Christian-Gérard, Théâtre des Bouffes-Parisiens
- 1960 : Christobal de Lugo de Loys Masson, mise en scène Bernard Jenny, Théâtre du Vieux-Colombier
- 1961 : Moi et le Colonel de Franz Werfel, mise en scène Jean-Jacques Bernard, Théâtre des Bouffes-Parisiens
- 1962 : Les Hommes préfèrent les blondes d'Anita Loos, mise en scène Christian-Gérard, Théâtre des Arts
- 1962 : Scènes de Guy Dumur, mise en scène Jean-Pierre Kalfon, Théâtre de Lutèce
- 1963 : Six Hommes en question de Frédéric Dard & Robert Hossein, mise en scène Robert Hossein, Théâtre Antoine
- 1964 : Yerma de Federico García Lorca, mise en scène Bernard Jenny, Théâtre Hébertot
- 1968 : Biedermann et les incendiaires de Max Frisch, mise en scène Bernard Jenny, Théâtre du Vieux-Colombier
- 1971 : Turandot ou le congrès des blanchisseurs de Bertolt Brecht, mise en scène Georges Wilson, TNP Théâtre de Chaillot